# Сем Траммелл
Сем Траммелл (англ. Sam Trammell; нар. 29 січня 1971 року, Новий Орлеан, США) — американський актор. Найбільш відомий роллю Сема Мерлотта в популярному телесеріалі «Реальна кров». Лауреат премії «Супутник» 2009 року та інших премій.

## Біографія
Сем Траммел народився 29 січня 1971 року в Новому Орлеані, штат Луїзіана. Незабаром його сім'я переїхала в Західну Вірджинію, в місто Чарльстон. Він був дуже допитливим і захоплюються дитиною. У дитячі роки вже цікавився мистецтвом, але ніколи не мріяв стати актором кіно. Він закінчив спочатку John Adams Middle School, а потім і George Washington High School. Його прагнення до навчання допомогло йому поступити в Браунівського університету (Brown University) — один з найпрестижніших університетів Америки, що входить до Ліги Плюща. Там майбутній актор вивчав фізику і філософію протягом року, але, зрозумівши, що це для нього занадто складно, змінив курс і перейшов на вивчення комунікацій. Крім того, він брав уроки з психоаналізу та лінгвістики. Філософія настільки захопила Сема, що він вступив у Паризький університет.
Провчившись рік, Траммелл серйозно задумався про аспірантуру. Але, несподівано, один покликав його на театральні проби. До цього Сем абсолютно не цікавився театром. Побачене настільки вразило його, що він негайно записався на курси акторської майстерності «Weaseled his way into the scene».
Сем дебютував на телебаченні в 1994 році як стажер на ток-шоу «The Hotel Manor». Але дебют виявився «тихим» і не викликав очікуваної реакції потенційних роботодавців. І справа була зовсім не в тому, що Сем погано впорався зі своєю роботою. Просто дане шоу транслювалося в денний час, коли аудиторія фактично мінімальна, а режисери та продюсери зайняті кастингами та прослуховуваннями. Молодий актор не зневірився, а, навпаки, став працювати набагато старанніше. І його старання не пройшли дарма. У 1996 році він був запрошений на презентацію «Урожай вогню» (Harvest of Fire) на каналі CBS, яка транслювалася в прайм-тайм. Він був запрошений в складі групи акторів, які працювали над фільмом «Кінець дитинства». Він зіграв роль хлопця, який заводить роман із матір'ю найкращого друга. Після виходу цього фільму, Сема Траммелл стали впізнавати і запрошувати на невеликі епізодичні ролі.
Але все ж душа Сема більше тягнулася до театру, ніж до кіно. Він брав участь у багатьох бродвейських постановках, за деякі був удостоєний нагород. У 1998 році за роль Річарда в постановці «Ah, Wilderness!» він був номінований на престижну в театральних колах премію «Tony» як «Найкращий актор». Після великого успіху в Нью-Йорку, актор отримав роль колишнього ув'язненого Соні Дюпрі у фільмі «Maximum Bob», транслювався каналом ABC. У тому ж році Сем «засвітився» на каналі NBC в фільмі «Trinity», який оповідає про велику ірландської католицької сім'ї, де Траммелл зіграв роль молодшого сина.
У 1999 році Траммелл повернувся на сцену, де грав важкого підлітка в телевізійній драмі «If Memory Serves». Його партнеркою стала Елізабет Ешлі. У 2000 році він зіграв одразу подвійну роль — роль братів-близнюків у фільмі «Fear of Fiction». У тому ж році величезний успіх чекав і його роль в постановці «Kit Marlowe», де він зіграв коханця головного персонажа. Сем Траммелл досяг успіху і в кіно. Він зіграв чимало епізодичних ролей у серіалах, найбільш відомими з яких є: «Доктор Хаус», «Місце злочину: Нью-Йорк», «Кістки», «Декстер».
Усе ж найвдалішою роллю стала для нього роль Сема Мерлотта в серіалі «Реальна кров». Сам актор був вкрай зацікавлений цією пропозицією, адже він завжди хотів зіграти надприродну істоту. Мерлотт — перевертень, але не такий, яким ми звикли бачити інших. В образі милої собаки він захищає офіціантку свого бару Сокі, до якої він небайдужий. Його можна назвати ідеальним чоловіком, на якого можна покластися в будь-якій ситуації. Будь то сутичка з ворогами, інцидент з відвідувачами в барі або ж просто домашня прибирання — Сем завжди допоможе.
За цю роль Сем Траммелл був двічі номінований на премію «Золотий глобус», а також на «Sream Awards 2009» в категорії «Чоловічий прорив року». Успіх серіалу і бездоганна гра Траммелл зробили свою справу. Актора стали запрошувати у велике кіно. У 2010 році він знявся у фільмі «Shrinking Charlotte» і «The Details», а в 2011, у фільмі «Unshakable».
Сем уважається зразковим сім'янином; після знайомства у 2003 році пара Траммелла і акторки Міссі Ягер (1968 р.н.) живуть разом. Сем при першій же можливості відвідує своїх батьків. Актор каже, що шалено сумує за Чарльстоном (Західна Вірджинія) - містом, де він виріс. 9 серпня 2011 року він і Міссі стали батьками близнюків.

## Фільмографія
| Роки      | Назва                                                     | Оригінальна назва                                      | Роль                       | Примітки                 |
| --------- | --------------------------------------------------------- | ------------------------------------------------------ | -------------------------- | ------------------------ |
|           |                                                           | Generation                                             |                            | телесеріал               |
|           |                                                           | The Tiger Rising                                       | Роберт Гортон старший      |                          |
|           |                                                           | It's Time                                              | тренер Біллі Брюер         |                          |
|           |                                                           | Pursued                                                | Джек                       |                          |
| 2019-2020 | Орден                                                     | The Order                                              | Ерік Кларк                 | телесеріал (5 епізодів)  |
| 2019-2020 | Розплата                                                  | Reckoning                                              | Лео Дойл                   | мінісеріал (6 епізодів)  |
| 2020      | Батьківщина                                               | Homeland                                               | президент Бен Геєс         | телесеріал (10 епізодів) |
| 2019      | Три дні з батьком                                         | 3 Days with Dad                                        | д-р Рабінавіц              |                          |
| 2019      | Прорив                                                    | Breakthrough                                           | д-р Кент Саттерер          |                          |
| 2019      | Ненсі Дрю і таємні сходи                                  | Nancy Drew and the Hidden Staircase                    | Карсон                     |                          |
| 2019      | Я тебе бачу                                               | I See You                                              | Тодд                       |                          |
| 2018      |                                                           | Hospitality                                            | Кем                        |                          |
| 2017      |                                                           | Berlin Station                                         | Морґан                     | телесеріал (1 епізод)    |
| 2017      |                                                           | Say You Will                                           | Дін Голл (декан Голл?)     |                          |
| 2017      |                                                           | Training Day                                           | Еммерет Рурк               | телесеріал (1 епізод)    |
| 2016-2017 | Це — ми                                                   | This Is Us                                             | Бен                        | телесеріал (4 епізоди)   |
| 2017      |                                                           | La Gran Promesa                                        | О'Коннор                   |                          |
| 2016      | Абсолютна влада                                           | Imperium                                               | Джеррі Конвей              |                          |
| 2016      |                                                           | Survivor's Remorse                                     | д-р Ґлен Харкурт           | телесеріал (1 епізод)    |
| 2016      | «I Am a Wolf, You Are the Moon» — Craig Wedren & Pink Ape | Craig Wedren & Pink Ape: I Am a Wolf, You Are the Moon |                            | короткометражне відео    |
| 2016      |                                                           | I Am Wrath                                             | детектив Гібсон            |                          |
| 2015      |                                                           | The Track                                              | Скотт                      |                          |
| 2015      |                                                           | 3 Generations                                          | Метью                      |                          |
| 2015      |                                                           | All Mistakes Buried                                    | Сонні                      |                          |
| 2015      |                                                           | Cocked                                                 | Річард Пакссон             | телефільм                |
| 2014      |                                                           | Me                                                     | Девід                      |                          |
| 2008-2014 | Реальна Кров                                              | True Blood                                             | Сем Мерло                  | телесеріал (81 епізод)   |
| 2014      | Винні зірки                                               | The Fault in Our Stars                                 | Майкл                      |                          |
| 2014      |                                                           | After the Fall                                         | Лі                         |                          |
| 2013      |                                                           | Childrens Hospital                                     | Громадянин Ступ            | телесеріал (1 епізод)    |
| 2013      |                                                           | Filthy Preppy Teen$                                    | Том Сакссон                | телефільм                |
| 2013      |                                                           | White Rabbit                                           | Даррел Маккі               |                          |
| 2013      |                                                           | The Privileged                                         | Престон Вествуд            |                          |
| 2013      |                                                           | Crazy Kind of Love                                     | Джефф                      |                          |
| 2012      | Стволи, дівки та азарт                                    | Guns, Girls and Gambling                               | шериф Ковлі                |                          |
| 2011      |                                                           | Paul the Male Matchmaker                               | Стю                        | телесеріал (1 епізод)    |
| 2011      |                                                           | The Details                                            | Кріс                       |                          |
| 2010      |                                                           | Children of the Spider                                 | Алекс                      | короткометражний         |
| 2010      | Таємниці старого готелю                                   | The Inn Keeper                                         | Джеб                       | короткометражний         |
| 2010      |                                                           | Pizza Training                                         |                            | короткометражне відео    |
| 2010      |                                                           | A Drop of True Blood                                   | Сем Мерло                  | телесеріал (1 епізод)    |
| 2009      | Закон і порядок: Злочинні наміри                          | Law & Order: Criminal Intent                           | Ґрей Вандерговен           | телесеріал (1 епізод)    |
| 2009      | Медіум                                                    | Medium                                                 | д-р Браян Сьюард           | телесеріал (1 епізод)    |
| 2008      |                                                           | The Miracle of Phil                                    | Тейлор                     | короткометражний         |
| 2007      | Чужі проти Хижака: Реквієм                                | Aliens vs. Predator: Requiem                           | Тім                        |                          |
| 2007      |                                                           | What If God Were the Sun?                              | Джефф                      | телефільм                |
| 2007      | Мертва справа                                             | Cold Case                                              | Портер Ровлі (у 1981 році) | телесеріал (1 епізод)    |
| 2006      | Декстер                                                   | Dexter                                                 | Метт Чемберс               | телесеріал (1 епізод)    |
| 2006      |                                                           | Justice                                                | Кевін О'Ніл                | телесеріал (1 епізод)    |
| 2006      | 4исла                                                     | Numb3rs                                                | Томас Джилл                | телесеріал (1 епізод)    |
| 2006      | Місце злочину: Нью-Йорк                                   | CSI: NY                                                | Чарльз Райт                | телесеріал (1 епізод)    |
| 2005      | Кістки                                                    | Bones                                                  | Кен Томпсон                | телесеріал (1 епізод)    |
| 2005      |                                                           | Judging Amy                                            | Марті Левін                | телесеріал (3 епізоди)   |
| 2005      |                                                           | Strong Medicine                                        | Кіко Елсворт               | телесеріал (1 епізод)    |
| 2004      | Доктор Хаус                                               | House M.D.                                             | Етан Гартіґ                | телесеріал (1 епізод)    |
| 2004      |                                                           | Anonymous Rex                                          | Вінсент Рубіо              | телефільм                |
| 2004      |                                                           | The Last Full Measure                                  |                            | короткометражний         |
| 2003      |                                                           | Undermind                                              | Деррін Голл / Зейн Вей     |                          |
| 2001-2002 |                                                           | Going to California                                    | Кевін Лафлін               | телесеріал (20 епізодів) |
| 2000      |                                                           | Followers                                              | Джон Дітріх                |                          |
| 2000      | Осінь у Нью-Йорку                                         | Autumn In New York                                     | Саймон                     |                          |
| 2000      |                                                           | Fear of Fiction                                        | Рудий / Том Гопкінс        |                          |
| 2000      | Ритм                                                      | Beat                                                   | Лі                         |                          |
| 1998-1999 |                                                           | Trinity                                                | Ліам Маккалістер           | телесеріал (9 епізодів)  |
| 1998      |                                                           | Maximum Bob                                            | Сонні Дюпре                | телесеріал (2 епізоди)   |
| 1998      |                                                           | Wrestling with Alligators                              | Вілл                       |                          |
| 1996      |                                                           | Childhood's End                                        | Грег Шут                   |                          |
| 1996      |                                                           | The Hotel Manor Inn                                    | Нолан                      |                          |
| 1996      |                                                           | Harvest of Fire                                        | Саймон Троєр               | телефільм                |